# Edgar Morin, chronique d'un regard
Pour plus de détails, voir Fiche technique et Distribution.
Edgar Morin, Chronique d'un regard est un long métrage documentaire consacré à Edgar Morin, réalisé par Olivier Bohler et Céline Gailleurd et sorti en 2015.

## Synopsis
De Paris à Berlin, Edgar Morin revient sur la place essentielle que le cinéma a joué dans sa formation d'intellectuel, depuis son adolescence et la découverte des films sociaux ou politiques russes, français et allemands, jusqu'à la rédaction de ses ouvrages théoriques fondateurs que sont Le Cinéma ou l'homme imaginaire et Les Stars, et la réalisation en 1960, avec Jean Rouch, du film Chronique d'un été. Grâce à l’utilisation, pour la première fois, du son direct sur les caméras, ce film bouleversera l’histoire du cinéma, tant documentaire que de fiction.

## Fiche technique
- Titre : Edgar Morin, chronique d'un regard
- Réalisation : Olivier Bohler et Céline Gailleurd
- Scénario : Olivier Bohler et Céline Gailleurd
- Musique originale : Camille Fabre
- Photographie : Denis Gaubert
- Son : Jean-Luc Peart, Jean-Philippe Navarro, avec la collaboration de Jocelyn Robert et Stéphanie Pierzchala
- Montage : Aurélien Manya
- Production : Nocturnes Productions (France)
  - Production déléguée : Raphaël Millet
- Société de distribution : Tamasa Distribution
- Pays d'origine :  France
- Langue : français
- Genre : documentaire
- Durée : 81 minutes
- Date de sortie :  France 29 avril 2015
- Diffusion télévisée :  Ciné+

- Narration : Mathieu Amalric

## Sélections festivalières et projections spéciales
- Sélection Festival Lumière – Lyon 2014
- Festival Cinéma d'Alès Itinérances - 2015
- Rencontres cinématographiques de Digne-les-Bains - 2015
- Festival de l'histoire de l'art - Fontainebleau 2015